# Stranka srpskog jedinstva
Stranka srpskog jedinstva (Странка српског јединства - Сабор српског јединства ) je bila politička stranka u Srbiji. Osnovana je u studenom 1993. godine, a prvi predsjednik SSJ bio je Željko Ražnatović - Arkan. 
1998. godine, sjedište stranke premješteno je iz Beograda u Jagodinu. Nakon likvidacije Željka Ražnatovića, u siječnju 2000. godine, čelnik stranke postao je Borislav Pelević. U prosincu te godine, na izvanrednim izborima za Skupštinu Srbije, koalicija oko SSJ osvaja 14 zastupničkih mjesta od čega SSJ 11, što je predstavljalo veliko iznenađenje. Međutim, na izvanrednim parlamentarnim izborima u prosincu 2003. godine, SSJ u koaliciji ne uspijeva osvojiti niti jedno zastupničko mjesto i nije imala svoga predstavnika u parlamentu u vremenu od 2007. do 2008.
Početkom 2008. godine, stranka se sjedinila sa Srpskom radikalnom strankom.
Od kolovoza do rujna 2008. Srpsku radikalnu stranku potresala su previranja. Pelević je pristupio novoformiranom zastupničkom klubu Napred Srbijo. Na čelu tog kluba nalazio se bivši zamjenik predsjednika SRS Tomislav Nikolić. Pelević je ubrzo postao član i visoki dužnosnik Srpske napredne stranke, stranke koju je formirao Tomislav Nikolić.
Malo poslije nego što je bivši potpredsjednik Srpske radikalne stranke Aleksandar Martinović prešao u Srpsku naprednu stranku, Borislav Pelević istupio je iz Srpske napredne stranke i najavio obnovu rada Stranke srpskog jedinstva. Stranka je obnovila rad 2012. godine.

## Vanjske poveznice
- Sabor srpskog jedinstva  Arhivirana inačica izvorne stranice od 30. ožujka 2014. (Wayback Machine)